# Psychologie évolutionniste de la religion
La psychologie évolutionniste de la religion est l'étude des croyances religieuses suivant les principes de la psychologie évolutionniste. C'est une des approches de la psychologie de la religion. Comme tous les autres organes et leurs fonctions, le cerveau et sa structure cognitive fonctionnelle sont considérés comme ayant des bases génétiques et étant donc sujets aux effets de la sélection naturelle et de l'évolution. Ainsi, cette structure fonctionnelle devrait être partagée par les humains et résoudre des problèmes importants concernant la survie et la reproduction. Les psychologues évolutionnistes cherchent donc à comprendre les processus cognitifs, ici la religion, via les fonctions qu'ils pourraient servir, en matière de survie et de reproduction.

## Mécanismes évolutifs
Il existe un accord général entre les scientifiques selon lequel la propension à s'engager dans des comportements religieux aurait évolué tôt dans l'histoire humaine. Cependant, un désaccord subsiste concernant le mécanisme exact qui aurait conduit à l'évolution de l'esprit religieux. Deux écoles de pensée s'opposent. La première considère que la religion elle-même aurait évolué à cause de la sélection naturelle et serait une adaptation, auquel cas la religion confèrerait une sorte d'avantage évolutif. La seconde possibilité serait que les croyances et les comportements religieux auraient pu émerger comme des sous-produits d'autres traits adaptatifs sans pour autant avoir été sélectionnés du fait de leurs propres bénéfices.
Les comportements religieux impliquent souvent des coûts significatifs en termes d'économie, de célibat, de rituels dangereux ou encore en temps passé qui pourrait être utilisé à d'autres fins. Cela suggèrerait que la sélection naturelle devrait agir contre les comportements religieux à moins que ceux-ci ou ce qui les cause n'offre un avantage significatif.

### La religion comme une adaptation
Richard Sosis et Candace Alcorta ont procédé à un réexamen de plusieurs théories répandues quant à la valeur sélective (fitness) de la religion. Beaucoup sont des « théories de solidarité sociale », qui auraient évolué comme une amélioration de la coopération et de la cohésion entre groupes. L'appartenance à un groupe offre en échange des bénéfices qui peuvent à leur tour améliorer les chances de survie et de reproduction d'un individu.
Ces théories de solidarité sociale pourraient expliquer la nature douloureuse ou dangereuse de nombreux rituels religieux. La théorie du handicap suggère que de tels rituels pourraient servir de signaux publics, et difficiles à simuler, montrant que l'implication d'un individu pour le groupe est sincère. Comme il y aurait un intérêt considérable à essayer de tricher sur le système (en profitant des avantages liés à l'appartenance à un groupe sans pour autant en subir les coûts), le rituel ne pourrait pas être quelque chose de simple pouvant être pris à la légère.

La guerre est un bon exemple de coût d'appartenance à un groupe. Ainsi, Richard Sosis, Howard C. Kress et James S. Boster ont mené une enquête inter-culturelle dans laquelle ils démontrent que les sociétés humaines qui s'engagent dans la guerre sont aussi celles qui présentent les rituels les plus coûteux.
Les études montrant des associations positives directes entre les pratiques religieuses, la santé et la longévité sont plus controversées. Harold G. Koenig et Harvey J. Cohen ont résumé et évalué les résultats de cent études examinant de manière systématique les relations entre la religion et le bien-être humain, et ont trouvé que 79 % montraient une influence positive. Ces études sont populaires dans les médias, comme le montre un récent programme de la NPR (principale radio non commerciale des États-Unis) qui présentait les résultats du professeur Gail Ironson de l'Université de Miami montrant que la croyance en un dieu et un sens élevé de la spiritualité étaient de bons indicateurs d'une charge virale moindre et de cellules immunitaires plus performantes chez les patients atteints du VIH. Néanmoins, le Dr. Richard P. Sloan de l'Université Columbia a été cité dans le New York Times, déclarant qu'il n'y avait pas de preuve convaincante quant au fait qu'il puisse y avoir une relation entre l'implication religieuse et la santé. Il y a toujours des débats concernant la validité de ces découvertes, et celles-ci ne prouvent pas qu'il existe nécessairement une relation de cause à effet directe entre la religion et la santé. Mark Stibich a affirmé quant à lui qu'il y avait une corrélation directe mais que les raisons à cela n'étaient pas claires. Une critique à un tel effet placebo, ainsi qu'à l'avantage lié au fait d'avoir l'impression que la vie a une signification, est qu'il semble probable que des mécanismes moins complexes que le comportement religieux auraient pu aboutir à un tel résultat.

### La religion comme un sous-produit
Stephen Jay Gould cite la religion comme un exemple d'exaptation ou de trompe, mais il n'a pas sélectionné lui-même de trait défini sur lequel aurait agi la sélection naturelle. En revanche, il a évoqué la suggestion de Freud selon laquelle nos grands cerveaux, qui auraient évolué pour d'autres raisons, auraient aussi mené à la conscience. Le début de la conscience aurait alors forcé les humains à faire face au concept de leur propre mortalité, problème auquel la religion aurait alors pu offrir une solution.
D'autres chercheurs ont proposé des processus psychologiques spécifiques qui auraient pu être récupérés pour la religion. De tels mécanismes pourraient inclure la capacité à repérer la présence d'autres organismes potentiellement dangereux (détection d'agent), la capacité à formuler des récits avec des causes pour les évènements naturels (étiologie) et la capacité à reconnaître que les autres personnes ont des pensées propres avec leurs propres croyances, désirs et intentions (théorie de l'esprit). Ces trois adaptations (parmi d'autres) auraient permis aux humains d'imaginer des agents doués de raison derrière de nombreuses observations qu'ils ne pouvaient pas expliquer autrement comme, par exemple, les éclairs, le mouvement des planètes ou encore la complexité de la vie.
Dans son livre Et l'homme créa les dieux, Pascal Boyer suggère qu'il n'y a pas d'explication simple à la conscience religieuse. Il se fonde sur les idées des anthropologistes cognitifs Dan Sperber et Scott Atran, qui soutiennent que la cognition de la religion représente un sous-produit d'adaptations évolutives diverses, incluant la psychologie naïve. Il avance que, dans la plupart des cas, il a été avantageux pour les humains de se souvenir de concepts « faiblement contre-intuitifs » qui sont quelque peu différents de la routine journalière et qui violent quelque peu les attentes innées sur la manière dont le monde a été construit. Un dieu qui est sous de nombreux aspects semblable aux humains mais bien plus puissant est un tel concept, alors que le dieu abstrait dont parlent longuement les théologiens est souvent trop contre-intuitif. Les expériences montrent que les personnes croyantes pensent à leur dieu en termes anthropomorphiques, même quand cela contredit les doctrines théologiques plus complexes de leurs religions.
Pierre Lienard et Pascal Boyer ont suggéré que les humains auraient évolué vers un « système de précaution contre le danger » qui nous permettrait de détecter les menaces potentielles dans l'environnement et d'essayer d'y répondre de manière appropriée. Plusieurs traits des comportements rituels, souvent une caractéristique majeure de la religion, serviraient à déclencher ce système. Cela comprend une occasion pour le rituel, souvent la prévention ou l'élimination d'un danger ou d'un mal, le préjudice supposément engendré par la non pratique du rituel et les prescriptions détaillées pour que le rituel soit réalisé correctement. Lienard et Boyer ont discuté de la possibilité qu'un « système de précaution contre le danger » sensible aurait fourni des bénéfices en matière de valeur sélective, et que la religion aurait « associé les peurs ingérables d'un individu et l'action coordonnée avec d'autres, les rendant ainsi plus tolérables et significatifs ».
Dans Why would anyone believe in God?, Justin L. Barrett (en) suggère que la croyance en dieu est naturelle car elle dépend d'outils cognitifs possédés par tous les êtres humains. La façon dont nos esprits sont structurés et développés rendent la croyance en un dieu suprême avec des propriétés telles que connaissance absolue, superpuissance et immortalité très attractive. Il compare aussi la croyance en dieu à la croyance en les esprits des autres, et consacre un chapitre dans lequel il s'intéresse à la psychologie évolutionniste de l'athéisme. Il suggère qu'un des modules mentaux fondamentaux du cerveau est l'HADD, Hyperactive Agency Detection Device (système hyperactif de détection d'agents), un autre système potentiel pour l'identification du danger. Ce HADD pourrait conférer un bénéfice de survie même en étant trop sensible : il est mieux d'éviter un prédateur imaginaire que d'être tué par un vrai. Cela aurait alors tendance à encourager la croyance en les fantômes et les esprits.
Bien que les hominidés aient probablement commencé à utiliser leurs compétences cognitives émergentes afin de satisfaire à des besoins basiques comme la nutrition et les accouplements, la théorie de la gestion de la peur défend que cela ce serait produit avant qu'ils aient atteint le point auquel la conscience de soi-même (et donc aussi de sa fin) soit apparue. La conscience de la mort serait alors devenu un sous-produit très perturbateur des fonctions adaptatives précédentes. L'anxiété en résultant aurait alors menacé d'ébranler ces fonctions et donc nécessité une amélioration. N'importe quelle formation ou pratique sociale allant être massivement acceptée devrait alors fournir un moyen de faire face à cette peur. La stratégie dominante aurait ainsi été de « devenir un individu de valeur dans un monde qui a une signification... Acquérant ainsi de l'estime de soi [via] la création et le maintien d'une culture », cela parant ainsi la sensation de manque de signification représenté par la mort et fournissant alors, d'une part, une immortalité symbolique via l'héritage d'une culture qui vit par delà le soi physique (« earthy significance ») et, d'autre part, la promesse d'une vie après la mort ou d'une existence continue présentée par les religions (« cosmic significance »).

### Mèmes
Dans The Selfish Gene (Le Gène égoïste), Richard Dawkins suggère que les mèmes culturels fonctionnent comme des gènes dans la mesure où ils sont sujets à la sélection naturelle. Dans The God Delusion (Pour en finir avec Dieu), il ajoute que, comme les vérités religieuses ne peuvent pas être questionnées, leur propre nature encourage les religions à se propager comme des « virus mentaux ». Avec une telle conception, il est évident que les individus qui ne sont pas capables de remettre leurs croyances en question seraient plus adaptés (en matière de sélection naturelle) que ceux qui le sont. Ainsi, on peut conclure que les textes sacrés ou les traditions orales auraient créé un motif comportemental qui aurait augmenté la valeur sélective biologique des individus croyants. Les individus étant capables de remettre en question ces croyances, même si celles-ci étaient hautement improbables, seraient alors devenus de plus en plus rares dans la population.
Ce modèle maintient que la religion est le sous-produit de modules cognitifs du cerveau humain qui auraient émergé au cours de notre passé évolutif afin de gérer les problèmes de survie et de reproduction. Les premiers concepts d'agents surnaturels auraient pu apparaître avec la tendance des humains à « surdétecter » la présence d'autres humains ou prédateurs (en confondant temporairement une vigne avec un serpent). Par exemple, un homme pourrait raconter qu'il a eu la sensation que quelque chose s'est faufilé sur lui, puis a disparu quand il l'a regardé.
Les histoires relatant ces expériences sont particulièrement susceptibles d'être racontées de nouveau, transmises et embellies à cause de leurs descriptions de catégories ontologiques standard (personnes, artéfact, animal, plante, objet naturel) possédant des propriétés contre-intuitives (des humains qui sont invisibles, des maisons qui se souviennent de ce qui s'est passé entre leurs murs, etc.). Ces histoires deviennent encore plus importantes lorsqu'elles s'accompagnent d'une activation de prévisions non violées pour la catégorie ontologique (des maisons qui « se souviennent » activent notre psychologie intuitive des esprits ; c'est-à-dire qu'on leur attribue automatiquement l'utilisation de pensées).
Une des caractéristiques de notre psychologie intuitive des esprits est que les humains s'intéressent aux affaires d'autres humains. Cela pourrait résulter en une tendance des concepts d'agents surnaturels à se raccorder aux sentiments moraux intuitifs humains (lignes directrices évolutives du comportement). La présence de cadavres créerait quant à elle un état cognitif inconfortable dans lequel les rêves et les autres modules mentaux (identification de personne et prédiction comportementale) continueraient à fonctionner en étant découplés de la réalité, produisant des intuitions incompatibles que le mort est, d'une manière ou d'une autre, toujours présent. Quand ce phénomène serait couplé avec la prédisposition humaine à voir les malheurs comme des évènements sociaux (autrement dit comme la responsabilité de quelqu'un plutôt que comme le résultat de procédés mécaniques), cela pourrait activer le module intuitif de « volonté de procéder à des échanges » de la théorie de l'esprit humaine, résultant en la tendance des humains à essayer d'interagir et de marchander avec leurs agents surnaturels (rituels).
Dans un groupe suffisamment large, certains individus paraitront plus doués que d'autres et deviendront des spécialistes. Comme les sociétés grandissent et en rencontrent d'autres, s'ensuit une compétition et un effet de « survie du plus fort » qui pourrait pousser les pratiquants à modifier leurs concepts de façon à en fournir une version plus abstraite et donc plus largement acceptée. Finalement, les pratiquants « spécialistes » forment un groupe soudé ou une corporation, associée à ses buts politiques (religion).

## Mécanismes biologiques causant la religiosité
L'hypothèse du gène de Dieu propose qu'un gène spécifique (VMAT2) prédisposerait les humains aux expériences spirituelles ou mystiques. Dean Hamer, un partisan de cette hypothèse, voit cette prédisposition comme augmentant l'optimisme, ce qui a des effets positifs sur d'autres facteurs tels que la santé et le succès reproducteur.
De plus, n'importe quel gène contribuant au déni permettrait à un mème autrement absurde d'augmenter en fréquence tant que le comportement en résultant augmente la valeur sélective biologique. L'individu nie simplement que le mème n'est pas vrai, se comporte comme s'il l'était, et en bénéficie via une augmentation de la valeur sélective. Alors que l'intelligence générale (facteur g) et le déni sont inversement corrélés, les deux ne sont pas directement liés. Les individus fortement intelligents peuvent tomber dans le déni, mais cela est moins fréquent que pour les individus moins intelligents. Il est notable que, alors que le déni peut avoir une origine génétique, il y existe d'autres raisons pour lesquelles quelqu'un peut tomber dans le déni. Par exemple, un psychopathe pourrait nier le changement climatique car il ou elle ne se soucie pas de ce qui arrive dans le monde, ni de n'importe qui l'habitant. Malgré cela, il serait erroné de supposer que toutes les personnes niant le changement climatique sont des psychopathes et, d'ailleurs, la plupart ne le sont probablement pas. On peut aussi comprendre qu'une adhésion religieuse à des idées peut être avantageuse pour un individu d'un point de vue évolutif lorsque l'on considère, par exemple, le résultat comportemental du déni de la surpopulation.